# Genista radiata
Espèce
Genista radiata, le Genêt à rameaux rayonnants ou Genêt radié, est une espèce de plantes à fleurs de la famille des Fabaceae. C'est un sous-arbrisseau présent dans le sud de l'Europe centrale.

## Description
Le genêt radié mesure de 30 à 80 cm. Les rameaux verts et argentés se développent autour de nœuds. Les feuilles disposent de trois folioles. La floraison a lieu entre mai et juillet : les fleurs sont jaunes,.

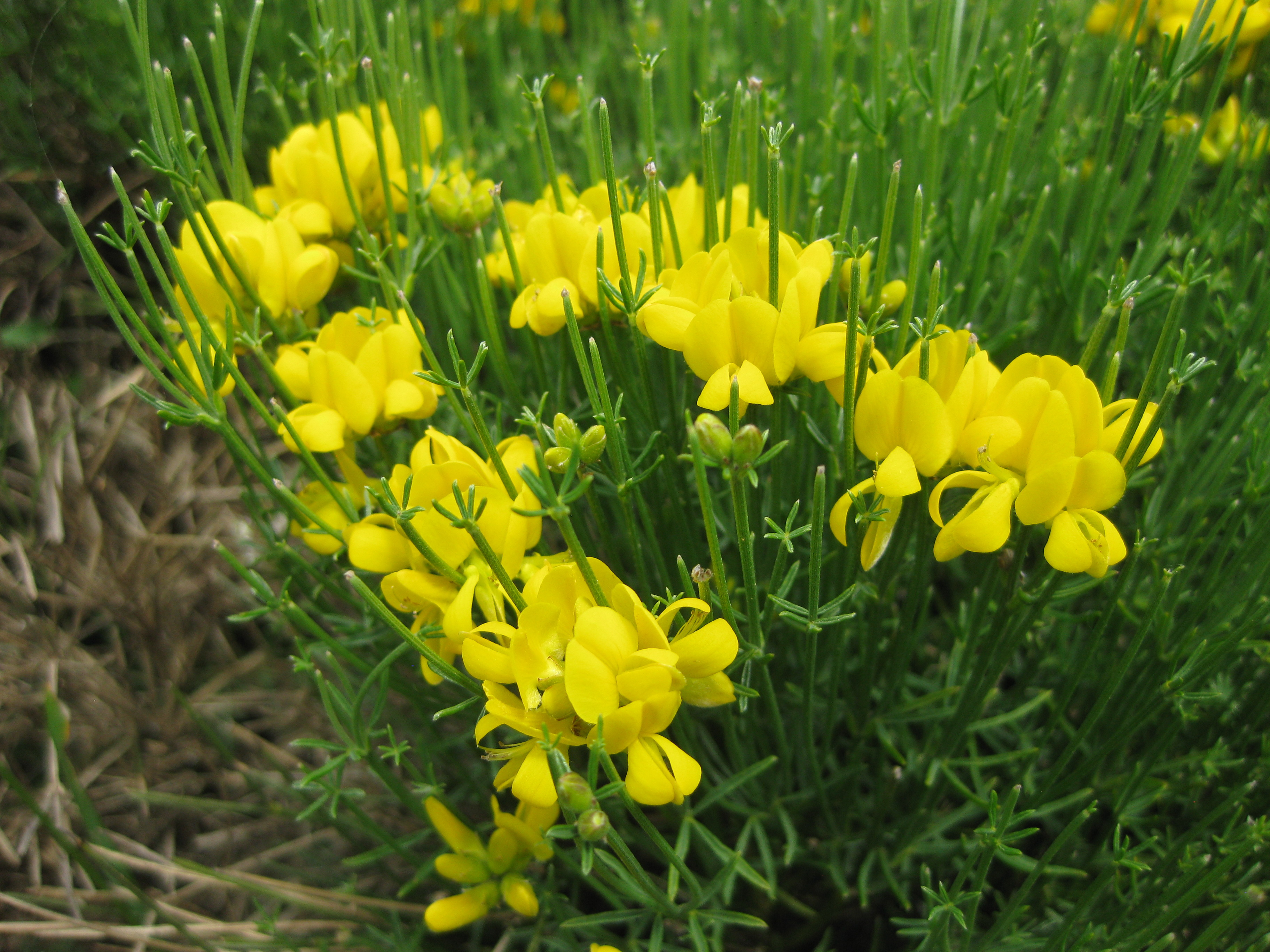
Genista radiata.

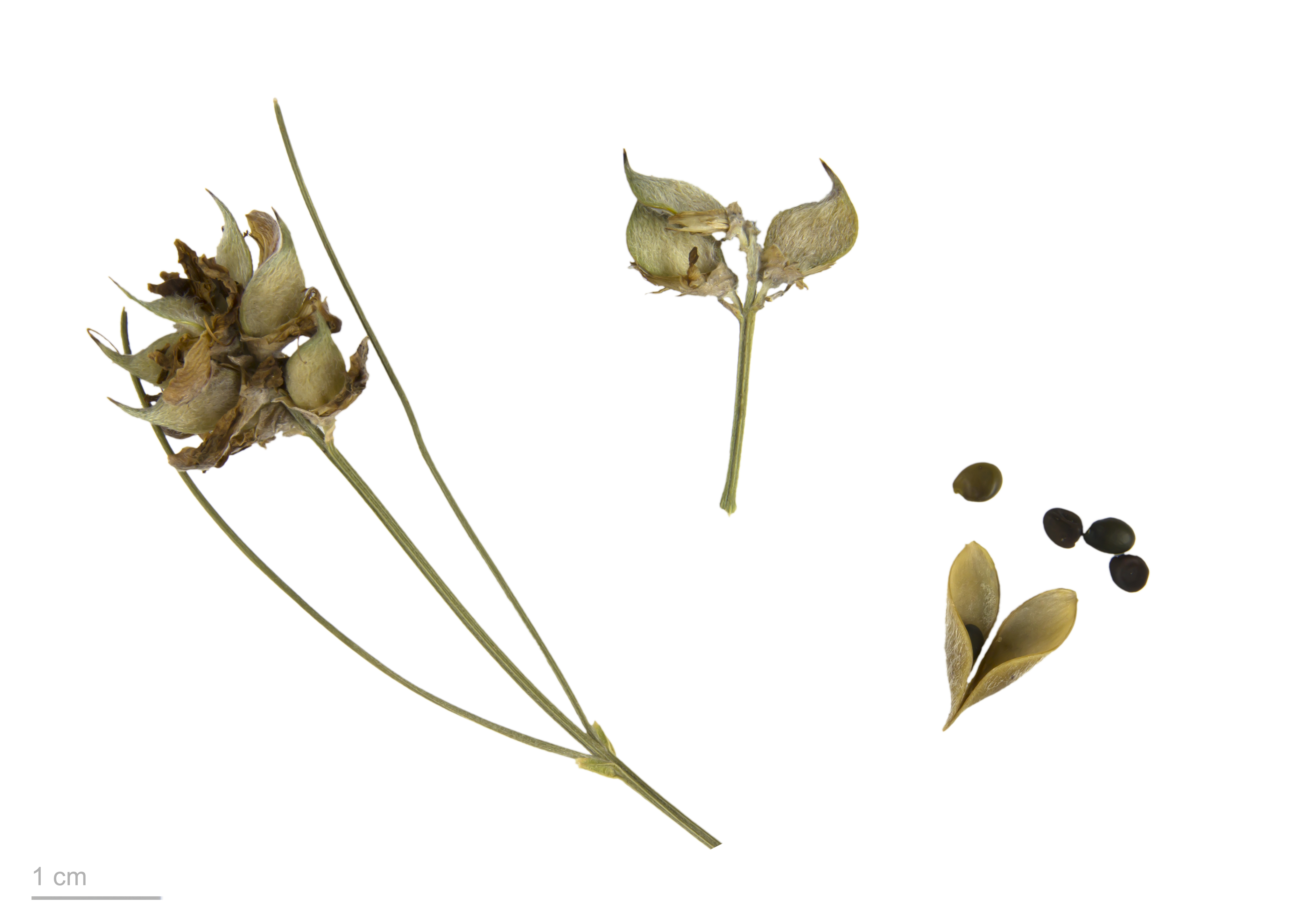
Genista radiata au Muséum de Toulouse.

## Écologie
Le genêt radié est présent dans le sud de l'Europe centrale,.
En France, cette plante se rencontre à des altitudes comprises entre 1400 et 1 800 m, dans les bois des départements des Hautes-Alpes et des Alpes-de-Haute-Provence (en région Provence-Alpes-Côte-d'Azur).

## Protection
L'Inventaire national du patrimoine naturel et l'Union internationale pour la conservation de la nature (UICN) ont déclaré cette espèce vulnérable,.
En France, la région Provence-Alpes-Côte d'Azur a inscrit le genêt radié sur la liste des espèces végétales protégées sur son territoire afin d'en interdire la cueillette, la coupe, la vente ou l'achat.